# کنگره فوق‌العاده فیفا ۲۰۱۶
کنگره فوق‌العاده فیفا ۲۰۱۶ (انگلیسی: 2016 FIFA Extraordinary Congress) ۲۶ فوریه ۲۰۱۶ در زوریخ سوئیس برای برگزیدن رئیس جدید فیفا برگزار شد. این کنگره بعد از پرونده فساد فیفا در سال ۲۰۱۵ و کناره‌گیری سپ بلاتر ار ریاست فیفا انجام گرفت. در این کنگره جیانی اینفانتینو، که دبیرکل فدراسیون فوتبال اروپا (یوفا) بود و مورد حمایت کمیته اجرایی یوفا قرار داشت، به عنوان رئیس فیفا انتخاب شد.
سپ بلاتر که از سال ۱۹۹۸ رئیس فیفا بوده، در انتخابات ماه مه ۲۰۱۵ برای پنجمین بار به‌عنوان رئیس فدراسیون بین‌المللی فوتبال انتخاب شد، اما چهار روز بعد از انتخاب مجدد و به دنبال تحقیقات مقامات آمریکایی و سوئیسی در مورد فساد مالی در این سازمان از سمت خود کناره‌گیری کرد.

## فهرست نامزدها

### نامزدهای پذیرفته شده
- امیر علی بن حسین
- شیخ سلمان
- ژروم شامپاین
- توکیو سکسویل
- / جیانی اینفانیتو

### نامزدهای رد شده
- میشل پلاتینی
- دیوید نکهید
- موسی بیلیتی

### نتایج
| ۲۰۱۶ کنگره فوق‌العاده فیفا ۲۶ فوریه ۲۰۱۶ – زوریخ، سوئیس |          |          |
| نامزد                                                  | دور ۱    | دور ۲    |
| / جیانی اینفانتینو                                     | ۸۸       | ۱۱۵      |
| شیخ سلمان بن ابراهیم آل خلیفه                          | ۸۵       | ۸۸       |
| امیر علی بن حسین                                       | ۲۷       | ۴        |
| ژروم شامپاین                                           | ۷        | ۰        |
| توکیو سکسویل                                           | Withdrew | Withdrew |